# نوريكو إيشيباشي
نوريكو إيشيباشي (石橋 紀子)، هو لاعب كرة قدم. ولعبت مع منتخب اليابان لكرة القدم للسيدات.